# Логор Нежидер
Нежидер је назив за аустроугарски логор за интерниране цивиле (супротно Хашкој и Женевској конвенцији из 1899, 1906. и 1907. године) и заробљене војнике, међу њима у највећем броју Србе и Српкиње, као и грађане и војнике Црне Горе у време Великог рата. Током Првог светског рата у аустроугарске логоре интернирано је 147.677 војника и 50.000 цивила. Ово су званични подаци које је Мирољуб Вучковић припремио за Мировну конференцију у Паризу.
Некадашњи логораш Нежидера, Душан Кривокапић је записао да је у логор ушло укупно 14.500 српских и црногорских житеља, а изашло 4.800. Одатле се тешко враћало у родни крај.
Заробљени српски војници и интернирано становништво је довожено у Нежидер и одатле распоређивано у друге логоре у царевини. Били су то злогласна имена: Хајнрихсгрин, Ђенђеш, Нађмеђер, Ашах, Болдогасоњ, Браунау и други.
У овом логору је била смештена српска интелектуална елита, по чему се он издваја од других објеката исте намене у Првом светском рату.

## Настанак и развој логора
Логор се налазио у источном делу Аустрије, покрајини Бургенланд, у равници између нежидерског језера и лејтонских брда, на ободу некадашњег града Нежидера (данас Нојзидл на Језеру)15 km од садашње мађарске границе и 52 km југоисточно од Беча. Ту се налазило око логора нездраво мочварно подручје. Био је смештен у стару касарну хусарског пука са пратећим зградама - баракама. Први логораши су стигли из Србије у септембру 1914. године.
Логор је био подељен на три блока. Први блок је био састављен из две веће зграде. У једној је била смештена команда логора, у другој су биле канцеларије, магацини, затвор, кантина, ресторан и башта за официре. Са спољне стране друге зграде степенице су водиле у војничке собе. Други блок је на оба крила имао по 10 коњушница у које је укупно могло стати 100 коња. Тавански простор је служио за смештај и одлагање различитих предмета, справа, машина неопходних за функционисање логора.Трећи блок је имао мањи број коњушница, радионице, ветеринарску амбуланту, купатило и пуковску болницу. Блокови су били спојени капијама. Intelligenzwohnungen је био немачки назив за први блок јер је у њему била смештена српска интелигенција ( научник Милутин Миланковић, песник Сима Пандуровић, госпођа Бинички са двоје деце, Јелисавета Начић, прва српска жена архитекта...) и један број ратних заробљеника. На самом почетку постојања логора услови за живит су били пристојни али се то врло брзо изменило. Заробљеници су масовно умирали од болести глади, заразних болести и неодговарајуће лекарске помоћи.

### Особље логора
Командант логора био је Јулијус Вајнграбер, пуковник у резерви, запамћен као строг, прек и онај кога су се заробљени људи највише плашили. Логорски лекар је био др Армин Гримфелд.

### Живот у логору
Сви интернирци су имали радну обавезу која се разликовала од њиховог интелектуалног, материјалног статуса, стручности и узраста. Рад је био строго испланиран и организован и на њега се ишло без обзира на временске услове. Званично радно време, које се није увек поштовало, је било од 7-14 часова. Првих неколико месеци постојања логора храна је била задовољавајућа и по квалитету и по квантитету. Убрзо је постала лошија у сваком смислу тако да је 1915. у логору завладала глад, а за њом и болест. Владе Краљевине Србије и Црне Горе су од 1917. слале пакете са храном у све логоре, па и у Нежидер, тако да су спасени неки животи. Београдски трговац Димитрије С. Биба био је 1918. године члан Комитета за примање намирница у логору интернираних Нежидер. Брига о здрављу логораша није била адекватна. Логораши су болницу звали „чекаоница смрти”.
Постојала је могућност поштанске кореспонденције. Писма и пошиљке су путовали по више месеци од једног до другог одредишта.Логораши су свакодневно, у било које доба дана или ноћи, без основа, кажњавани или тучени корбачем, кундаком, шамаром... Дозвољено им је да, у складу са условима, организују неки вид културног и забавног живота (позориште, мешовити хор, хор свештеника, оркестар). За децу од 7-15 година је у пролеће 1916, највероватније под притиском неких хуманитарних организација, отворена школа. Интернирани учитељ Урош Здравковић је после ослобођења 1918. године донео у земљу логорску библиотеку из Нежидера, "као успомену".

### Интернирци
Милош Ђосић потпредседник Народне скупштине Краљевине Србије, преживео је трогодишњу интернацију у Нежидеру. Али је прерано остарио и оседео. У логору је била интернирана и породица оца српског комитског вође Косте Војиновића. Отац Јован бивши шеф Финансијске контроле са супругом и двоје мале деце. Супруга није дочекала крај рата. Београдски оперетски глумац и редитељ Аца Бинички је био интерниран у Нежидер, где се много намучио. Глумац Владета Драгутиновић из Београда био је затворен у логору у истој бараци са другим глумцима: Бором Рашковићем из Загреба, Ацом Биничким из Загреба, Николом Хајдуковићем из Сарајева, Радивојем Динуловићем из Ниша, Михајлом - Микицом Спасићем (директором Народног позоришта) и многим другим. Драгутиновић је успео да побегне 22.марта 1915. године преко логорске жице из Нежидера. Докопао се Беча идући пешице, где су му помогли конзули Шпанци; са шпанским пасошем је стигао до Трста. Пошло му је за руком да се преко Италије - Рима, пребаци на Солунски фронт, и ступи у своју јединицу. Међутим супруга Михајла Спасића, глумица Вукосава преминула је 16. јуна 1918. године. Сахрањена је на логорском гробљу, а певало је Певачко друштво логораша. Новембра 1918. године вратио се из Нежидера познати књижевник и песник Сима Пандуровић "у повољном здрављу". У логору је умрло много свештених лица и интелигенције, међу којима прота Михаило Поповић из Смедерева, архимандрит Гедеон Марић старешина манастира Милешева (у Херцеговини), прота Чедомир Мајсторовић из околине Чачка, професорка Друге београдске женске гимназије Ружица Вељовић из Београда (убио је стражар пушком на Велику Суботу 1918!), новинар Милан Мићић из Београда и други.
Логор Нежидер је распуштен 31. октобра 1918. године. Једна од двеју сестара Матковић из Горњег Милановца - Персида Матковић, била је последња жртва "обести и варварства" која је страдала у Нежидеру. Било је то дан пред укидање логора 30. октобра 1918. године.